# Виктор Емануил Савойски (1937)
Вижте пояснителната страница за други личности с името Виктор Емануил.
Виктор Емануил Савойски, (на италиански: Vittorio Emanuele di Savoia;), роден Виктор Емануил Алберт Карл Теодор Хумберт Бонифаций Амадей Дамян Бернардин Януарий Мария Савойски (Vittorio Emanuele Alberto Carlo Teodoro Umberto Bonifacio Amedeo Damiano Bernardino Gennaro Maria di Savoia; * 12 февруари 1937, Неапол, Кралство Италия; † 3 февруари 2024, Женева, Швейцария), принц на Неапол, херцог на Савоя (оспорвано), е член на Савойската династия (кадетски клон Савоя-Каринян), син на последния крал на Италия Умберто II. От 1983 г. е претендент за трона на Италия в спор от 2006 г. с третия си братовчед Аймон Савойски-Аоста от кадетския клон Савоя-Аоста. 
След конституционния референдум от 1946 г., който потвърждава премахването на монархията и раждането на Италианската република, той живее в изгнание. Работи като банкер и продавач на хеликоптери, а след това и като търговец на оръжие.

## Произход
Виктор Емануил е син на Умберто, принц на Пиемонт (* 1904, † 1983), бъдещ последен крал на Италия като Умберто II, и на принцеса Мария-Жозе Белгийска (* 1906, † 2001).
След Институционалния референдум от 1946 г., с който се поставя краят на Монархическа Италия, баща му живее в изгнание – първо близо до Синтра, а от 1961 г. в град Кашкайш на Португалската ривиера. Той никога повече не стъпва в Италия. Отношенията му със съпругата му стават все по-обтегнати по време на изгнанието и бракът им се разпада (макар че не се развеждат), като Мария-Жозе се мести с Виктор Емануил в Мерленж (Merlinge), Кантон Женева, Швейцария. Трите му сестри остават при баща им и отиват при майка им години по-късно.
Баща му е брат на принцеса Мафалда (съпруга на ландграф Филип фон Хесен-Касел) и на принцеса Йоанна (царица на българите като съпруга на Борис III). Майка му е сестра на белгийския крал Леополд III.
Виктор Емануил и сестрите му са първи братовчеди на двамата белгийски крале –  Бодуен I и Албер II, великата херцогиня на Люксембург Жозефина Шарлота, българската княгиня Мария Луиза, бившия български цар Симеон II и принцовете Морис, Хайнрих, Отон и Елизабета фон Хесен-Касел.
Има три сестри, с които не е особено близък:
- Мария Пия (* 1934), принцеса на Югославия като съпруга на принц Алесандър Караджорджевич и принцеса на Бурбон-Парма като съпруга на Михаил Бурбон-Пармски
- Мария Габриела (* 1940), писателка-историчка, съпруга на френския предприемач Робер Зелингер дьо Балкани
- Мария Беатрис (* 1943), съпруга на на мексиканския дипломат Луис Рафаел Рейна-Корвалан и Дилон

## Биография

### Начални години
При раждане си е провъзгласен за „принц на Империята“. Получава от дядо си Виктор Емануил III титлата „принц на Неапол“, както е обичайно в Савойския дом за наследствените принцове и техните първородни наследници, редувайки се с историческата титла „принц на Пиемонт“, тогава приписана на баща му Умберто, в онзи момент престолонаследник.
През 1938 г., макар че новината изтича много години по-късно, според британски дипломатически източници майката на Виктор Еманул – Мария-Жозе Белгийска се споразумява с Родолфо Грациани и с началника на полицията Артуро Бокини да опитат държавен преврат чрез някои отдели на въоръжените сили, с Пиетро Бадолио като главнокомандващ. Това е заговор, който би трябвало да замени Мусолини с антифашистки милански адвокат (вероятно Карло Афел) и да принуди Виктор Емануил III да абдикира в полза на сина му Умберто II. Умберто на свой ред се съгласява със съпругата си незабавно да абдикира в полза на малкия Виктор Емануил. Смятат самата Мария-Жозе да бъде назначена за регентка на кралството в нарушение на Албертиновия устав, докато много младият хипотетичен суверен навърши 21 години. Тази предполагаема конспирация, която също така вижда споразумението между Итало Балбо, англофила Дино Гранди и антигерманския и амбициозен зет на Мусолини Галеацо Чано, обаче не надхвърля предварителната среща в Ракониджи и няколкото срещи в Милано, и Мария Жозе никога не говори директно за това.

### Втора световна война
На 7 август 1943 г., по заповед на краля, Виктор Емануил напуска Рим с майка си Мария-Жозе и трите си сестри, достигайки Сант Ана ди Валдиери в Пиемонт. Отдалечаването им от столицата вероятно е както мярка, насочена към смазване на опасния „активизъм“ на принцесата на Пиемонт, така и опит да бъде укрит бъдещият престолонаследник от германските операции за залавяне.
След като се преместват в Замъка Сар от съображения за сигурност, вечерта на 8 септември 1943 г. те получават заповед да заминат за Швейцария. Когато войната свършва, той и сестрите му успяват да се върнат в Рим няколко дена след майка си.

### Абдикация на Виктор Емануил III и институционален референдум
След абдикацията на дядо му Виктор Емануил III на 9 май 1946 г. Виктор Емануил става престолонаследник. На 5 юни, малко след гласуването за институционалния референдум от 2 и 3 юни 1946 г. за република или монархия в Италия, предвид враждебността на министри и партийни лидери, Умберто II нарежда на Мария-Жозе да напусне Италия с децата им, за да изчака безопасно резултатите от консултациите поради риск за живота им.
В нощта на 12 срещу 13 юни 1946 г. правителството, без да изчака обявяването на окончателните резултати от Касационния съд (насрочено за 18 юни), предоставя правомощията на временен държавен глава на министър-председателя. Умберто II, оценявайки това като революционен жест, решава да напусне Италия, за да избегне по-нататъшно кръвопролитие.

### Изгнание
Тринадесета преходна разпоредба на Конституцията на Италия, която влиза в сила на 1 януари 1948 г., постановява забрана за влизане и пребиваване на националната територия на мъжки потомци на Савойската династия.
Виктор Емануил живее с майка си в Мерленж, Швейцария. Учи в частното католическо училище за момчета „Флоримон“ в Женева.
По време на своето изгнание, което приключва в края на 2002 г., работи като финансов посредник, изграждайки приятелства и бизнес връзки с големи индустриалци, по-специално със семейство Агуста, производители на хеликоптери и конвертоплани.

### Брак и младост
| „                                                             | С Корадо Аугуста и секретаря му Франко Киеза, в един магазин купихме две брачни халки, в друг предварително опакован букет, после отидохме пред мирови съдия, който ни венча. Беше 11 януари 1970 г. в Лас Вегас, Невада, САЩ. Граждански брак, за който не уведомих никого, дори и родителите си. | “ |
| Lampi di vita. Storia di un principe in esilio, 2002, с. 187. | |   |

Виктор Емануил се жени след дълъг годеж за швейцарската състезателка по водни ски Марина Риколфи Дория на гражданска церемония на 11 януари 1970 г. в Лас Вегас и на религиозна на 7 октомври 1971 г. в Техеран. Годежът му с нея и последвалият го брак са в контраст с желанието на баща му. Религиозният брак също е сключен, без да бъде уведомен Умберто II и без да се поиска неговото съгласие. В Техеран Виктор Емануил може да разчита на привилегированата връзка с шаха Мохамед Реза Пахлави, което позволява на младоженците да бъдат представени на цвета на европейската аристокрация, събрал се там за националните празници на Персеполис. Кумове са бившият учител на Виктор Емануил Жак Пикар, девер му Робер дьо Балкани, бизнесменът Корадо Агуста и Шахрам Пахлави, племенник на шаха.
Преди това, по време на студентските си години, поради поведението си Виктор Емануил престава да получава сумата, установена от Умберто II за децата му. След сватбата справедливото разпределение на наследството е установено по бащина линия между всички деца, противно на първоначалното решение на Умберто II да възложи по-голям дял на сина си като негов династичен наследник.
| „                            | Когато завърших гимназия и навърших пълнолетие, баща ми реши, че ние, децата, трябва да се радваме на месечна издръжка, която беше хиляда швейцарски франка за всяка от сестрите ми и две хиляди за мен. Все още живеех в Мерленж [Швейцария] с Мария-Жозе и сестрите ми, но благодарение на тези пари успях да си позволя да уча в университета, да пътувам от време на време и... добре, някак си можех да започна да се справям. След това, един прекрасен ден, този ценен прерогатив внезапно ми бе отнет. Сигурен съм, че не баща ми е взел това решение, а че е било подтикнат от обичайните злонамерени придворни. От страх да не загубят придобитата си власт, докато престолонаследникът порасне и се освести, тези лоши съветници се опитаха по всякакъв начин да ме дискредитират в очите на баща ми. | “ |
| Lampi di vita (2002), с. 97. | |   |

Умберто II всъщност би трябвало да се е досетил, че има недоразумения между него и сина му, продиктувани и от изкривени новини за него, така че през 1961 г. той кани бившия капитан на Кралската армия и носител на бронзов медал за военна доблест Франко Матавели да остане близо до неговия син.
Преди брака има някои значими жестове от страна на баща му, като номинирането му за рицар на Върховния орден на Пресветото благовещение през 1955 г., по официални поводи (като 31 октомври 1965 г., когато принцът се присъединява към конгреса на Младежкия монархически фронт на Италианския монархически съюз, докато чете Бюлетин на победата от името на баща си) или по повод някои посещения на Умберто II в Мерленж.
Умберто II многократно напомня на сина си за продължаващата валидност на вековните династични закони и на разпоредбите на Гражданския кодекс, свързани с кралското съгласие, което не е дадено за брака му с Марина Дория. Въз основа на този акт, противоречащ на династическите правила, Амадей Савойски-Аоста оправдава претенциите си като глава на Савойската династия. 
През 1972 г. се ражда единственото му дете Емануил Филиберт. 

### Акт за сваляне на Умберто II
Тъй като династическите закони на Савойската династия засягат браковете на принцове, но не и браковете на кралете, на 15 декември 1969 г., знаейки за действащите закони и за отказа на Умберто II да даде съгласието си за брака му с Марина Дория, по съвет на великия майстор на масонството Джордано Гамберини Виктор Емануил заобикаля препятствието и издава „кралски указ“, в който се самопровъзгласява за Виктор Емануил IV, крал на Италия, понеже според него той е наследил ipso jure баща си през 1946 г. в резултат на заминаването му в изгнание, което той смята за абдикация. На следващия ден, за да коригира буржоазния статус на своята годеница, като „крал на Италия“ той издава втори (и последен) „кралски указ“, с който дава на Марина Риколфи Дория титлата „Херцогиня на Сант Анна ди Валдиери“.

### Дейност в изгнание
В съответствие с неговите династични претенции, които са посочени в съответния раздел, свързан с династическия въпрос, след смъртта на баща му Умберто II той извършва поредица от дейности, свързани с претендираната от него роля като глава на Савойския дом.
- По случай новогодишната нощ през 1992 г. официално поисква от Италианската република да се заеме с преразглеждането на Договора от Озимо от 10 ноември 1975 г. между Италия и Югославия, с които се постановяват окончателните граници между двете страни.
- По време на погребението на Бодуен I Белгийски, негов първи братовчед, през август 1993 г., придружавайки майка си Мария-Жозе, той се среща с Президента на Италианската република Оскар Луиджи Скалфаро, подновявайки желанието си да намери място за среща за края на изгнанието.
- На 3 юни 1995 г. се среща с председателя на Сената Карло Сконамильо на Летище „Париж-Шарл дьо Гол“, който го уверява в подкрепата си за преодоляване на отмяната на разпоредбата на 13-та конституция за изгнанието на Савоя.
- През август 1996 г. приема външния министър на Италия Ламберто Дини във вилата си в Кавало (Корсика).
- През юли 1999 г., отново в очакване на завръщането си от изгнание, приема бившия президент на Италианската република Франческо Косига в Кавало; за първи път от 1946 г. няма официална среща между член на Савойската династия и пряк представител на Президентството на републиката.
- По повод женитбата на неговия племенник Филип Белгийски през декември 1999 г. той се среща с Председателя на Европейския съюз Романо Проди, продължавайки срещите в очакване на завръщането си в Италия.
- От чисто династична гледна точка извършва реорганизацията на династическите порядки на Савойския дом: през 1988 г. извършва реформа на Гражданския орден на Савоя, основан от Карл Алберт Савойски-Каринян, като отделя част от него, за да възнагради заслугите към Дом Савоя, и основава Ордена за заслуги към Савоя, с който към 1 януари 2000 г. са наградени 1453 души. Вместо това основният орден на Савойската династия – Орденът на Св. св. Маврикий и Лазар остава по същество верен на традиционните устави и по древен обичай награденият рицар се радва на лично благородство (както е посочено на официалния уебсайт на Кралския дом).

### Завръщане в Италия
Виктор Емануил живее в Женева до 2002 г., когато конституционната разпоредба, която принуждава мъжките наследници на Савойския дом да бъдат в изгнание, е премахната.
През 2002 г. с изявление, издадено от Женева, той официално се дистанцира от расовите закони, за първи път в историята на Савойския дом. Фашистките расови закони са набор от законови и административни разпоредби, прилагани в Италия между 1938 г. и първите пет години на 40-те години, първоначално от фашисткия режим, а след това от Италианската социална република, насочени главно срещу евреите.
Също през 2002 г. публикува изявления, приемащи края на монархията.
През същата година, след премахването на изгнанието, заедно със сина си Виктор Емануил се заклева в писмена и безусловна лоялност към Републиканската конституция и към Президента на републиката, като по този начин изрично се отказва от всякакви династични претенции към Италианската държава.
През ноември 2007 г. поисква от Италианската държава 260 милиона евро като компенсация за изгнанието, в допълнение към реституцията на частни активи, конфискувани от Държавата през 1948 г., въз основа на случилото се с други членове на Европейския съюз кралски семейства, принудени на изгнание. Това искане противоречи на това, което Виктор Емануил декларира в писмо до Камарата на депутатите на 8 юли 2002 г.:
| „ | Въпреки че научавам със задоволство, че въпросът с моето семейство е на път да навлезе във финалния етап на своето разрешаване, искам да ви уверя, че намерението ми е да оттегля жалбата, която представих пред Европейския съд по правата на човека, базиран в Страсбург, след като одобри конституционния закон, отменящ първите два параграфа от 13-тата преходна и окончателна разпоредба на конституцията и след изтичането на предписаните три месеца без искане за потвърдителен референдум. | “ |

През януари/февруари 2022 г., заедно със сестрите си и сина си, предявява искания към Италианската държава за връщането на бижутата на Савоя, съхранявани от Банката на Италия.
Умира почти на 88 г. на 3 февруари 2024 г., заобиколен от семейството си в Женева.

## Противоречия
През годините скандали, свързани със съдебни събития, бележат живота на Виктор Емануил, който винаги е оправдаван по най-тежките обвинения и е осъден само за незаконно носене на огнестрелно оръжие на 6 месеца условно.

### Трафик на оръжие
През 70-те години е разследван, както от съдия-следователя Карло Мастелони от Окръжния съд на Венеция, така и от съдия-следовател Карло Палермо от Окръжния съд в Тренто, за международен трафик на оръжие към някои страни от Близкия Изток, поставени под ембарго. Делото впоследствие е прехвърлено на Окръжния съд в Рим. Това разследване по-късно е закрито. Виктор Емануил също е бизнес посредник от името на сем. Агуста (прозводители на вертолети) и благодарение на приятелството си с шаха на Персия Мохамед Реза Пахлави през тези години той сключва продажба и покупка на хеликоптери между Италия, Иран и други арабски страни.

### Обвинение в убийството на Дирк Хамер и незаконно носене на оръжие
На 18 август 1978 г. на остров Кавало (Корсика) има стрелба след кражбата на лодката на Виктор Емануил от приятели на милиардера Ники Пенде. Виктор Емануил стреля два пъти с пушка. Обвинението, въз основа на което той по-късно е арестуван, е, че един от куршумите уцелва в корема 19-годишния немски студент Дирк Геерд Хамер, син на немския лекар Райке Геерд Хамер, който спи в близката лодка и който умира през декември същата година от гангрена и последвала кома след 4-месечна агония. Въпреки това няма доказателства за това, тъй като защитата твърди, че има и други хора, за които се твърди, че са стреляли по време на сбиването, които след това бягат и никога не са идентифицирани от френската жандармерия, която връща конфискуваната преди това P38 на италианския собственик; лодката е разглобена в Сардиния, без френските власти да могат да я претърсят. И калибърът и покритието на куршумите, които раняват младия мъж, се оказват различни от тези в карабината на Виктор Емануил (за когото се твърди, без обаче да са представени доказателства, че е извършил подмяна на оръжието). През ноември 1991 г. той е оправдан от Парижката прокуратура по обвинението в умишлено убийство и е осъден на 6 месеца условно за незаконно носене на огнестрелно оръжие извън собствения му дом. На 21 юни 2006 г., по време на задържането му в затвора Потенца, подслушвателно устройство прихваща разговор, в който той признава, че е стрелял в крака на мъжа, хвалейки се, че е излязъл победител от аферата. Съдържанието на разговора е разкрито малко след това от пресата. Според защитниците разговорът е бил изкривен. Въпреки това видеозаписът е запазен и след години разследвания от страна на властите, сестрата на Дирк, Биргит Хамер, се сдобива с него. На 24 февруари 2011 г. той е публикуван онлайн на уебсайта на италианския вестник „Фато Куотидиано“. Виктор Емануил винаги е твърдял, че куршумът в крака на Дирк Хамер е от пистолет P38, докато пушката, с която той уж е произвел няколко изстрела във въздуха, е била карабина, следователно това са различни куршуми.
През лятото на 2023 г. по Нетфликс излиза документалната поредица „Принцът“ (Il principe), режисирана от Беатриче Боромео, фокусирана върху тази история.

### Принадлежност към масонската ложа P2
Подобно на много личности от италианската управляваща класа, които насърчават отмяната на преходните правила и връщането му в Италия, той е регистриран в масонската ложа Пропаганда 2 (P2) на Личо Джели с карта номер 1621.

### Обвинения в корупция, подкупи, хазарт, фалшифициране и сводничество
На 16 юни 2006 г. съдията за предварителни разследвания Алберто Януци от Съда на Потенца, по искане на Главния прокурор Хенри Джон Удкок, нарежда арестуването на Виктор Емануил по обвинения в заговор, насочен към корупция и фалшифициране, и заговор, насочен към експлоатацията на проституция, като част от разследване, свързано с казиното в Кампионе д'Италия. На 23 юни 2006 г., след частично признаване на фактите, повдигнати срещу него, с решение на магистрата на Потенца той е поставен под домашен арест в Рим, в къща в квартал „Париоли“ – собственост на сем. Фабри, където е прехвърлен със съпругата си Марина Дория. На 20 юли 2006 г. Ревизионният съд на Потенца отменя домашния му арест, като налага само забрана за напускане на страната. 
На 13 март 2007 г. прокуратурата на Комо, въз основа на пълния преглед на всички проведени телефонни подслушвания, поисква прекратяването на двете разследвания, открити срещу Виктор Емануил в Потенца и прехвърлени на Комо, които включват и бившия кмет на Кампионе д'Италия Роберто Салмоираги, предприемача Уго Бонаца, Джузепе Рицани и г-жа Весна Тошич; на 27 март прокурорът на Съда в Комо приема искането за прекратяване на делото. Римската прокуратура също тръгва в тази посока, защото фактите не са налице.
На 22 септември 2010 г., във връзка с аферата от Кампионе д'Италия, съдийката за предварително изслушване от Съда в Рим Марина Финити в края на съкратеното съдебно производство оправдава Виктор Емануил и петима други души, замесени в Савоягейт с формулата „оправдан, защото фактът не е налице“.
На 3 юли 2008 г. прокурорът Хенри Джон Удкок поисква да се повдигне обвинение срещу Виктор Емануил в престъплението „престъпно сдружение, насочено към корупция и фалшифициране срещу публичната администрация, обществената вяра и наследство“. По-конкретно Удкок критикува Виктор Емануил за това, че е „насърчил и организирал престъпна холдингово дружество, специализирано в различни видове корупция, особено в сектора на хазарта“: той и още дузина заподозрени са замесени в кръг от подкупи за получаване на сертификати от държавни монополи за инсталирането на т. нар. „ротативки“ – дейност, която също би благоприятствала прането на мръсни пари чрез „взаимоотношения с оторизирани казина, и по-специално с казиното в Кампионе д'Италия. През септември 2010 г. Виктор Емануил е оправдан от Съда в Рим.
На 23 септември 2009 г. съдията за предварително изслушване от Потенца Луиджи Барела повдига обвинение срещу него за престъпен заговор за подкупване на държавни служители по искане на бившия прокурор на Потенца Хенри Джон Удкок. Обвинението срещу Виктор Емануил е поискано от Удкок в контекста на т. нар. разследване Савоягейт. Производството е прехвърлено в Рим за териториална компетентност и там Виктор Емануил е оправдан, тъй като фактът не е налице.
На 23 февруари 2015 г. Виктор Емануил получава обезщетение от 40 000 евро за дните, прекарани от него като невинен в килия.

## Династичен спор
Въпреки че благородническите титли не се признават от Италианската държава (и следователно са лишени от каквато и да е законодателна защита), възникват много противоречия по отношение на наследственото присвояване на титлата „глава на Савойския дом“.
Наследяването на трона на Виктор Емануил Савойски е спорен въпрос от 2006 г. насам предвид това, че според някои братовчед му Амадей Савойски-Аоста (и, след смъртта му неговият син Аймон Савойски-Аоста) трябва да се счита за истинския главата на фамилията. От години се води спор по въпроса, в който участват и представители на италианската аристокрация, монархически групи и ентусиасти по правните въпроси. 
Противоположните мнения се основават на брака  на Виктор Емануил с Марина Риколфи-Дория (с неблагороднически произход), който никога не е признат от баща му крал Умберто II, което би било повод за отстраняването на Виктор Емануил от династичната линия. Поради тази причина единственият глава на семейството би бил Амадей Савойски-Аоста, женен с кралско съгласие за принцеса Клавдия Орлеанска, дъщеря на Анри Орлеански, граф на Париж и претендент за френския трон (бракът е анулиран от Сакра Рота през 1987 г.) и следователно е най-подходящият да представлява семейството. Освен това поддръжниците на Амадей Савойски-Аоста твърдят, че поради „неравностойния“ брак на Виктор Емануил от 1970 г. и при липсата на предварителното съгласие на баща му (кралско съгласие) или в противоречие със законите, регулиращи династическото наследство в Савойската династия (разпоредба за савойските бракове - Кралски патенти от 13 септември 1780 г.), Виктор Емануил е загубил всички права на наследяване на трона и е загубил членство в кралското семейство, със загуба на всяка титла и ранг за себе си и за всички негови потомци в полза на братовчед му Амадей Савойски-Аоста. Следователно Виктор Емануил, според това тълкуване, би загубил статута си на престолонаследник (според някои разкази Умберто II, който никога не е абдикирал, кара да запечатат кралския печат в ковчега му) и ролята си на глава на Дом Савоя.
В интервю след смъртта на Умберто II за седмичника „Поан дьо Вю“ последната кралица на Италия Мария-Жозе Белгийска отрича твърденията на Амадей Савойски-Аоста:
| „                                 | Крал Умберто никога не се е изразявал по въпроса за Амадей, той не е съществувал. Всъщност през последните седмици от живота си той беше много близък с малкия Емануил Филиберт, когото виждаше като продължение на династията и като възможен крал на Италия... | “ |
| Point de Vue n. 3026, luglio 2006 | |   |

### Становище на два съвета
Поддръжниците на Виктор Емануил твърдят, че бракът му с Марина Риколфи-Дория е щял да бъде одобрен години по-късно от краля и че във всеки случай одобрението вече не е било необходимо съгласно разпоредбите на Албертиновия устав, който отменя всички предишни разпоредби. Към това Виктор Емануил добавя:
| „ | Забравя се Салическият закон: наследяването е автоматично и следователно не е необходимо номиниране от баща ми. Съпругата ми по придобито право е принцеса Марина Савойска. | “ |

Тези дискусии, добавени към древните исторически съперничества, означават, че между двамата братовчеди има конфликт. Най-значимият епизод е през 2004 г., когато Виктор Емануил удря Амадей Савойски-Аоста на сватбата на Фелипе с Летисия – тогавашните наследници на испанския трон. В дните непосредствено след това Виктор Емануил заявява за своя братовчед: „Той е трети в наследствената линия. И никой. Представлява само себе си.“
Съветът на сенаторите на Кралството – най-висшата монархическа власт, съществуваща в Италия, пожелана от последния крал на Италия Умберто II през 1955 г. и разпусната от Виктор Емануил през 2002 г., макар че някои от членовете ѝ създават нов съвет под формата на частно сдружение (признато само за данъчни цели), на 7 юли 2006 г. постановява, че Амадей Савойски-Аоста е
| „ | главата на Савойския дом, херцогът на Савоя със съответните титли и прерогативи, които му се полагат. | “ |

Така той би станал хипотетичен наследник на Умберто II. Официалната причина е бракът на Виктор Емануил с буржоа без съгласието на суверена, което се изисква от кралските патенти, обявени през 1780 и 1782 г. от Виктор Амадей III Савойски, крал на Сардиния. Различни коментатори, правилно или не, изказват хипотезата, че решението или поне изборът на момента, в който то да бъде обявено, е и следствие от съдебните проблеми на Виктор Емануил. Решението обаче бележи повратна точка в дългогодишния спор, в който двата клона на Савойската династия се противопоставят един на друг.
Алесандро Алдо Мола, президент на новата „Консултативна асоциация на сенаторите на Кралството“, в отговор на твърденията на Емануил Филиберт Савойски, според които този орган няма право да провъзгласява херцог Амадей Савойски-Аоста за глава на Савойския дом, заявява:
| „ | Съветът на сенаторите на Кралството никога не е бил разпускан. Асоциацията е създадена на 20 януари 1955 г. от около 160 сенатори, чиято воля е пряко призната от Умберто II в писмо от 3 февруари същата година, в което суверенът, който не е абдикирал и е в изгнание, предоставя на тази институция задачата за запазване и продължаване на ценностите и политическата и културна памет на Сената на кралството. | “ |

Във всеки случай това самосвикване на явно малцинство от консултанти е нелегитимно и невалидно, тъй като не всички членове са призовани, като самият адвокат Малнати, който в онези дни разговаря по телефона с Мола, без последният да го информира за осъщественото самосвикване на малцинственото течение, поддържащо Савоя-Аоста.
Професор Сандро Геро (професор по църковно право в Падуанския университет, адвокат на Римската курия по назначение от Държавния секретариат на Ватикана) е на различно мнение – той счита за истински глава на Савойския дом Виктор Емануил. Друга позиция се поддържа от адвоката Франко Малнати (член на Съвета на сенаторите на Кралството, разпуснат от Виктор Емануил), въз основа на присъдата на избирателната комисия, която през 1983 г. признава пълното упражняване на правото на гласувайте на Амадей Савойски-Аоста, тъй като той „не е близък роднина“ на Савоя: въз основа на този документ Франко Малнати заключава, че Амадей не може да претендира за никакви права над Виктор Емануил, тъй като е само в седма степен на роднинство (забел.: степента на роднинство изтича на шеста степен и не трябва да се бърка със степента на братовчедство; Виктор Емануил и Амадей са братовчеди от пета степен), но на свой ред привържениците на Амадей посочват, че няма закон, който да определя ограничение на степента на родство за наследяването (до степен че Карл Алберт Савойски законно наследява Карл Феликс Савойски, въпреки че всъщност е негов тринадесети братовчед).
Историята все още е обект на спорове между враждуващите фракции, които поддържат еднакво противоположни тези, стигайки дори до ожесточени сблъсъци.
На 28 декември 2019 г. Виктор Емануил публикува указ, с който не променя, а само адаптира към „нормите на ЕС за равенство на пола Салическия закон“ – перифраза, която всъщност предполага премахването на самия салически закон в полза на простото първородство. Освен това Виктор Емануил ограничава линията на наследяване изключително до своите потомци. Тази модификация не се признава от поддръжниците на Аймон Савойски-Аоста, тъй като Виктор Емануил няма правомощия да променя произволно и едностранно законите за наследяване.

## Брак и потомство
∞ 11 януари 1970, Лас Вегас, САЩ (граждански), 7 октомври 1971, Техеран (религиозно) за Марина Риколфи Дория (* 12 февруари 1935, Женева), бъдеща херцогиня на Сант Анна ди Валдиери (1969) и херцогиня на Савоя (30 януари 1984, оспорвано), от която има един син:
- Емануил Филиберт Хумберт Реза Сиро Рене Мария Савойски (* 22 юни 1972, Женева), собственик на футболни дружества, италианска телевизионна знаменитост, херцог на Савоя и ръководител на Савойския дом (оспорвано); ∞ 25 септември 2003 в Рим за френската актриса Клотилд Куро (* 3 април 1969, Левалоа Пере), от която има две дъщери.

## Обяснителни бележки
1. ↑  Титлите, свързани с бившето Италианско кралско семейство, не са законно признати от италианското правителство, откакто Временна разпоредба XIV е включена в Конституцията на Италия през 1946 г.
2. ↑  Единственият член от конституционния закон от 23 октомври 2002 г., n. 1, «Конституционен закон за прекратяване действието на първа и втора алинея на 13-та преходна и заключителна разпоредба на Конституцията», Държавен вестник, бр. 252 от 26 октомври 2002 г. постановява, че: „Алинеи първа и втора на 13-та преходна и заключителна разпоредба на Конституцията изчерпват действието си от датата на влизане в сила на този конституционен закон“. Членовете и потомците на Савойския дом не са избиратели и не могат да заемат публични длъжности или изборни длъжности. На бившите крале от Савойския дом, техните съпруги и техните потомци от мъжки пол е забранено да влизат и да остават на националната територия.